# 上甑町小島
上甑町小島（かみこしきちょうおしま）は、鹿児島県薩摩川内市の大字。旧薩摩国甑島郡甑島郡小島村、甑島郡上甑村大字小島、薩摩郡上甑村大字小島。郵便番号は896-1204。人口は120人、世帯数は70世帯（2020年10月1日現在）。「上甑村郷土誌」によると1977年（昭和52年）時点での面積は2.72平方キロメートル。

## 地理
薩摩半島の西部に浮かぶ甑島列島北部の上甑島の中央部に位置している。字域の北方から西方にかけては上甑町瀬上、南方には上甑町中甑、里町里がそれぞれ接しており、東方は東シナ海に面している。
字域の東方には貝池があり、西方には浦内湾がある。下、堅、上の三地区に分かれており、集落の多くは浦内湾に沿った区域に所在している。
浦内湾に沿って鹿児島県道348号桑之浦里港線が南北に通っている。また、貝池の南岸に沿って鹿児島県道352号瀬上里線が東西に通っている。
堅町には住吉神社があり、中村戸兵衛という落人が住吉之神を神底に祀ったものを、元禄年中に神底から堅町から遷座したとされる。

### 地名の由来
「上甑村郷土誌」によれば、現在は埋め立てられ陸地となっているが、小島（こじま）と呼ばれる島がかつてあり、その小島に由来していると推測してされている。また発音については両者を混同しないように区別したものではないかと記述されている。

### 自然公園・自然保護地区
2015年（平成27年）3月16日に甑島列島の区域を対象とした国定公園として「甑島国定公園」が指定された。集落を除いてほぼ全域が国定公園の区域に含まれており、2015年（平成27年）3月16日の鹿児島県告示「甑島国定公園区域内における特別地域の指定」により一部が特別地域に、「甑島国定公園区域の海域内における海域公園地区の指定」によって海域の一部が「上甑島西海岸及び長目の浜海域公園地区」にそれぞれ指定された。
また、貝池付近は薩摩川内市準景観地区条例に基づく「長目の浜準景観地区」に指定されており、一定規模以上の開発については薩摩川内市の認定又は許可が必要となっている。

### 湖沼
国土地理院地図（抄）。
- 貝池

### 小字
『角川日本地名大辞典』によると上甑町小島の小字は以下のとおりである。
横浦、榎木川原、川頭、中道、作道、岩立、菊迫、長尾、竹之木場、芦刈、野頭、通山、宮田、大迫、竹之崎、崎山、池、水河内、長迫、大良、長目迫、大浦、里道、堅町、楮ヶ迫、平段、村之後、小島

## 歴史

### 近代の小島
小島という地名は江戸時代より見え、薩摩国甑島郡甑島郷（外城）のうちの小島村であった。村高は「三州御治世要覧」では23石余、「旧高旧領取調帳」では33石余であった。
江戸時代の測量家である伊能忠敬が著した「九州東海辺沿海村順」では小島村の家数は98であると記載されている。

### 町村制施行以後
1889年（明治22年）に町村制が施行されたのに伴い、上甑島及び中甑島の全域にあたる中甑村、中野村、江石村、平良村、小島村、瀬上村、桑之浦村、里村の区域より上甑村が成立し、それまでの小島村の区域は上甑村の大字「小島」となった。
1999年（平成11年）4月2日に公有水面埋立地の区域を小島字竪町に編入した。
2004年（平成16年）10月12日に上甑村が川内市、東郷町、入来町、祁答院町、樋脇町、鹿島村、下甑村、里村と新設合併し薩摩川内市が設置された。この市町村合併に伴い設置された法定合併協議会において大字名については「従前の村名を町名とし、これを従前の大字名冠したものをもって、大字とする」と協定され、旧村名である「上甑村」の村を町に置換え、従前の大字名である小島に冠することとなった。合併当日の10月12日に鹿児島県の告示である「 字の名称の変更」が鹿児島県公報に掲載された。この告示の規定に基づき即日名称の変更が行われ、大字名が「小島」から薩摩川内市の大字「上甑町小島」に改称された。

### 字域の変遷
| 実施後           | 実施年                   | 実施前         |
| ---------------- | ------------------------ | -------------- |
| 小島字竪町の一部 | 1999年（平成11年）4月2日 | 公有水面埋立地 |

## 施設

### 公共
- 上甑保健福祉館[21]

### 寺社
- 住吉神社

## 人口
以下の表は国勢調査による小地域集計が開始された1995年以降の人口の推移である。
| 年                 | 人口 |
| ------------------ | ---- |
| 1995年（平成7年）  | 247  |
| 2000年（平成12年） | 222  |
| 2005年（平成17年） | 189  |
| 2010年（平成22年） | 162  |
| 2015年（平成27年） | 145  |
| 2020年（令和2年）  | 120  |

## 教育
小島にはかつて「小島小学校」が存在しており、明治10年ごろには小学校が設置されていた。1900年（明治33年）に瀬上小学校との合併協議が成立し、翌年の1901年（明治34年）には瀬上小学校と小島小学校、桑之浦小学校が合併し浦内小学校となった。以降、小島には学校施設は設置されていない。

### 小・中学校の学区
市立小・中学校の学区（校区）は以下の通りである。
| 大字       | 小字 | 小学校                 | 中学校                                                  |
| ---------- | ---- | ---------------------- | ------------------------------------------------------- |
| 上甑町小島 | 全域 | 薩摩川内市立中津小学校 | 薩摩川内市立里中学校 （薩摩川内市立上甑中学校：休校中） |

## 交通

### 道路
一般県道
- 鹿児島県道348号桑之浦里港線
- 鹿児島県道352号瀬上里線